# Älgjakt

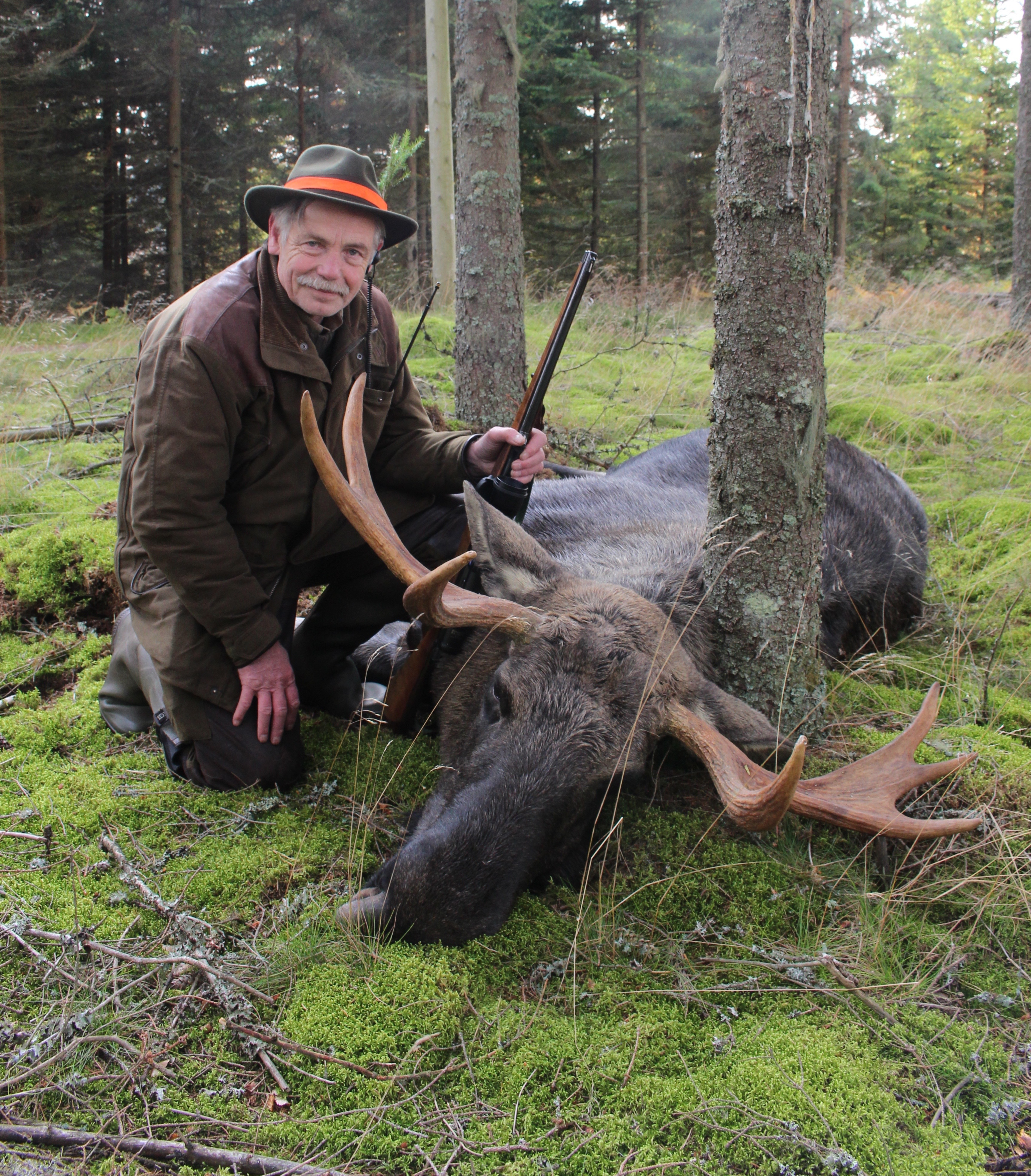
Jägare med jaktbyte under älgjakt i Småland.

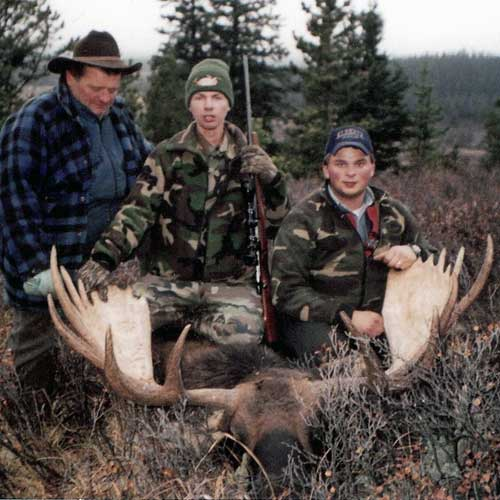
Älgtjurar med stora horn är populära jakttroféer.

Älgjakt är en organiserad form av jakt på älg som bedrivs i större delen av Fennoskandia, Baltikum, Ryssland och Nordamerika för att kontrollera och begränsa älgpopulationens tillväxt. Om älgstammar blir för stora leder de till stora skogsskador och ökade antal trafikolyckor.
På grund av älgars stora kroppsbyggnad behövs  kulvapen av kraftigare typ för älgjakt. Dessa vapen kallas per tradition för älgstudsare i Sverige och tillhör klass 1 inom svensk klassifikation av jaktvapen.

## Jaktmetoder
Löshundsjakt med ställande hund lämpar sig i områden med stora, sammanhängande marker. Hundföraren går med hunden lös mot vinden. Om hunden får kontakt med en älg som står (inte springer undan) börjar hunden skälla ståndskall. Jägaren försöker då smyga sig nära för att få en skottchans. Ofta placeras även passkyttar ut runt såten där hundföraren går. 
Ledhundsjakt skiljer sig från löshundsjakt genom att hunden hela tiden är i band. Hundföraren och hunden går mot vinden. När hunden känner vittring av en älg markerar den det och leder hundföraren till älgen. Även vid denna jaktform kan passkyttar placeras ut eftersom det är vanligt att älgen stöts ut ur såten av hundföraren under dennes försök att komma nära älgen.
Vanligaste jakthundarna:  En älghund som används, speciellt under älgjakten är jämthunden. Jämthunden är en stark och snabb hund, jämthunden är även känd för sitt snarlika utseende med vargen. Den närbesläktade gråhunden används också inom jakt, främst till älg.
Drevjakt eller klappjakt används oftast i mycket älgrika såter. En drevkedja går med cirka 50 meters lucka genom såten och försöker mota fram älgarna mot utställda passkyttar. 
Tryckjakt är ganska lik drevjakt men under tryckjakten är det färre personer som går i drevkedjan och de går tystare. Detta medför att älgarna går undan lugnare och oftast på redan upptrampade stigar.[källa behövs]
Vakjakt kallas det då jägaren sitter stilla och tyst vid en känd älgplats och väntar på att älgen ska komma. Användandet av jakttorn är vanligt för vakjakt.[källa behövs]
Smygjakt, även kallat pyrschjakt, är då jägaren försöker smyga sig på älgen då de betar eller vid andra kända älgplatser. Smygjakt kombineras ofta med vakjakt.[källa behövs]
Lockjakt Under och nära inpå brunsten går det att locka älg. Jägaren härmar då antingen kons lockläte eller tjurens brunstläte. Ofta kombinerat med vakjakt.[källa behövs]

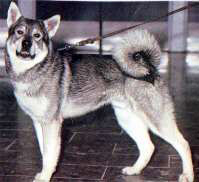
Jämthund är en i Sverige mycket vanlig ras vid löshundsjakt på älg.
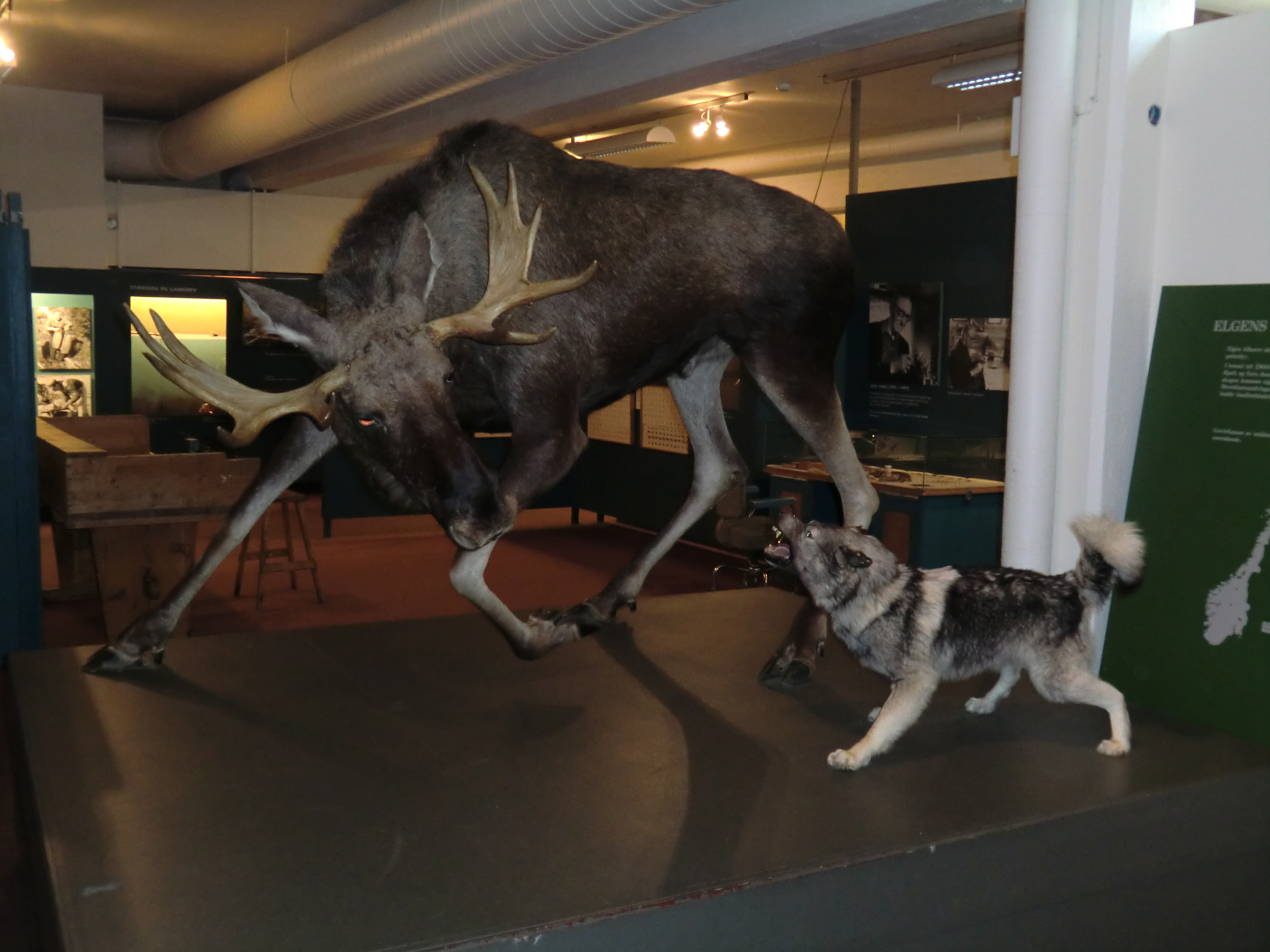
Älgtjur och skällande älghund på Norsk Skogmuseum i Elverum.
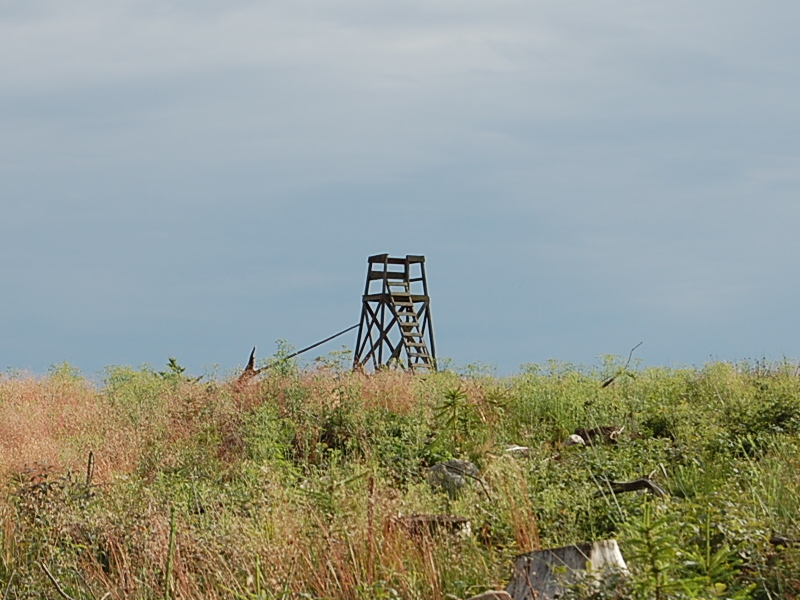
Jakttorn avsett för älgjakt på kalhygge i Sölvesborgs kommun.

## Älgjakt i Sverige

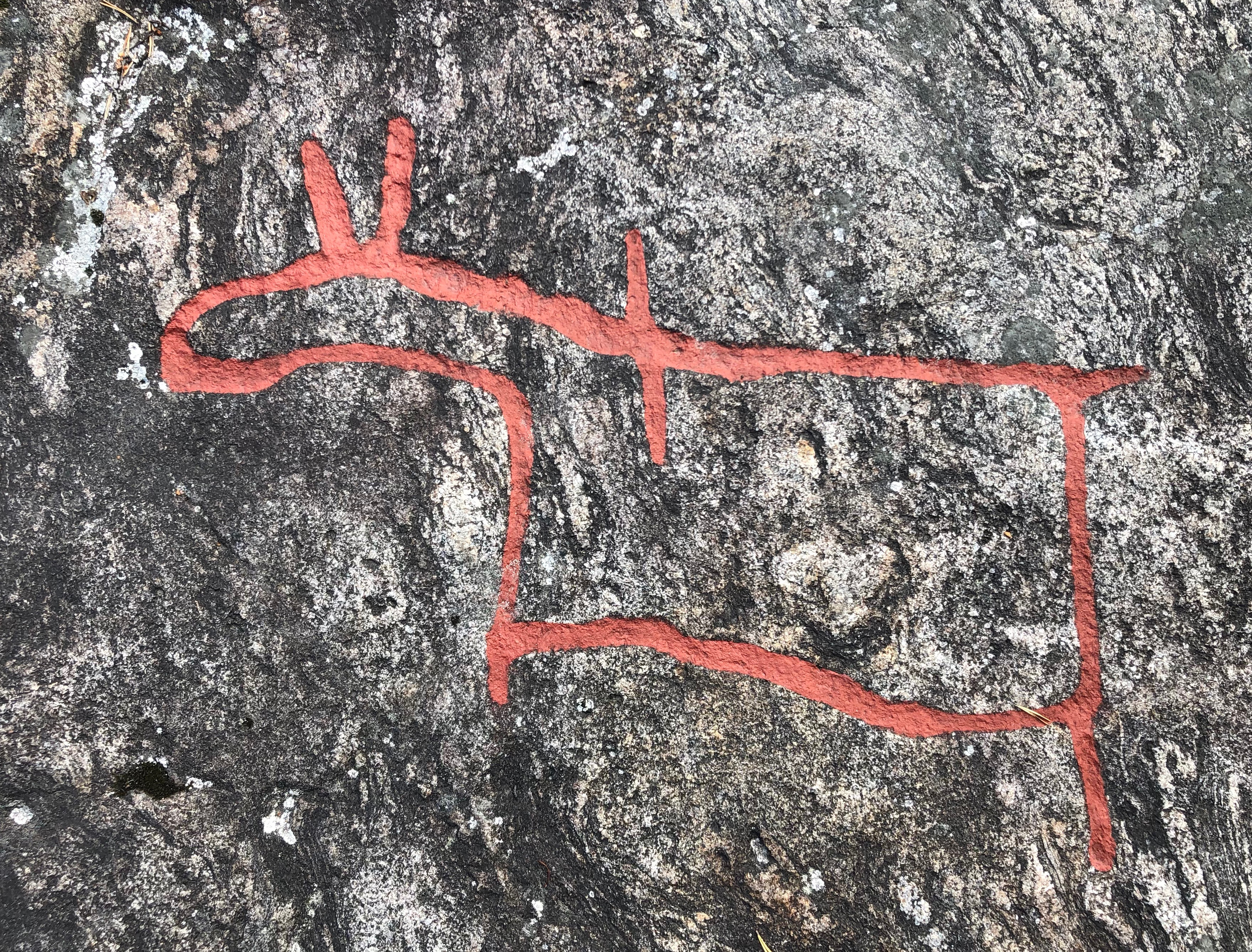
Hällristningar i Norrfors vid Umeälven. Ristningarna tros vara utförda av jägare under perioden 3000–2000 f.Kr. och de flesta figurer föreställer älgar.

Jakt på älgar förekom under forntiden i Sverige. Hällristningar i Norrfors vid Umeälven tros vara utförda av jägare under perioden 3000–2000 f.Kr.. De flesta figurer föreställer älgar.

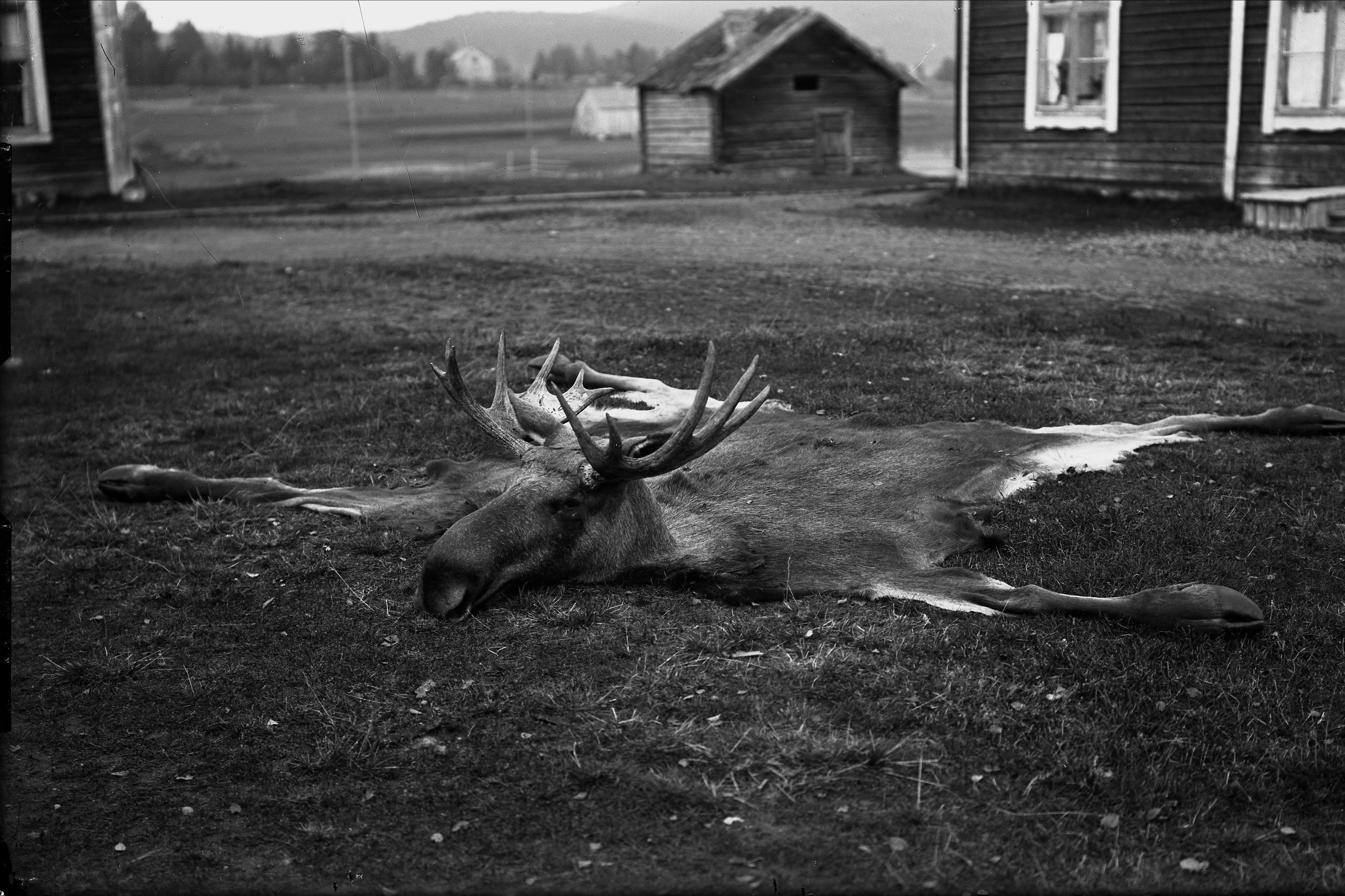
Älgjakt. Älg tömd på innanmäte med endast skinn, huvud och ben kvar. Bodums socken, Ångermanland ca 1928 - Nordiska museet - NMA.0040973

Modern älgjakt är, som all annan jakt i Sverige, reglerad i jaktlagen och jaktförordningen och länsstyrelserna är kontrollmyndighet. Det finns bestämmelser för vilka vapen jägarna får använda, hur skadskjutningar skall utredas samt hur många älgar de olika jaktlagen får fälla. För varje vuxen älg som fälls skall en fällavgift betalas till länsstyrelsen.
Av landets cirka 300 000 jägare jagar 270 000 älg. Det skjuts cirka 80 000 älgar varje år i Sverige. I oktober, i samband med älgjakten i södra Sverige, presenterar Älgskadefondsföreningen "Viltolycksprognosen" för innevarande år.
Älgjakten börjar i Sverige den första september i de norra delarna, 8 oktober i övriga delarna. Som längst får älgjakten pågå till sista januari.

### Jaktadministration
Länsstyrelserna, som har viltförvaltningsdelegationen som rådgivande organ, har ett formellt ansvar för administration av älgjakten. En stor del av hanteringen sker dock inom jaktvårdskretsar och på de olika länsjaktvårdsföreningarna. Älgjakten är en av de mest reglerade jakterna i Sverige. Jaktresultat för älgjakten måste anmälas till länsstyrelsen senast två veckor efter avslutad jakt. Denna anmälan måste ske även om inget djur fällts. Om anmälan inte kommer till länsstyrelsen, eller inte kommer in till länsstyrelsen i tid, kan jaktområdet avregistreras.
Det finns olika typer av älgjaktsområden:
Ä-område (Älgskötselområde) är ett jaktområde med tillräcklig storlek för att bära en egen älgstam. Älgstammens skötsel är fastställd i en skötselplan som är godkänd av länsstyrelsen. Älgjakten sker utan licens.
A-område (Licensområde) har licens för minst en kalv. Kraven på storlek på ett A-område varierar över landet.
Oregistrerad mark (Kalvområde) är ett område som inte är registrerat hos länsstyrelsen. Ett fritt antal kalvar får skjutas under jaktens första fem dagar eller kortare tid som länsstyrelsen beslutar.

### Jakttider
Jakttiden bestäms av klimat och av tiden för brunsten bland älgarna.
Tidigare gällde att i södra Sverige startade jakten andra måndagen i oktober, när huvuddelen av brunstperioden passerat. I norra delen av landet kunde älg även jagas före brunsten med start den första måndagen i september och tre veckor framåt.
Från 2021 gäller i Södra Sverige att älg får jagas från den 8 oktober till den 31 januari och i norra Sverige från den 1 september till den 31 januari. I norra Sverige kan det beslutas om brunstuppehåll om maximalt 14 dagar omedelbart före den 8 oktober.
På oregistrerad mark får älgkalv jagas de fem första dagarna av älgjakten.
Jakten får starta 1 timme före solens uppgång och pågå till en timme efter solnedgång,  sista timmen dock endast som vakjakt..

### Ammunitionskrav
Vid jakt på älg får endast kulvapen användas. Kulor som väger minst 10 g måste ha en anslagsenergi på minst 2 000 Joule 100 meter från mynningen. För kulor mellan 9 och 10 g krävs en anslagsenergi på minst 2 700 Joule 100 meter från mynningen. Vapen uppfyllande dessa krav benämns klass 1-vapen. Som vid annan jakt med kulvapen på större vilt gäller att ammunitionen ska vara av halvmantlad typ. Helmantlad ammunition får ej användas vid älgjakt.